# Lądowisko Jaworzno-Szpital
Lądowisko Jaworzno-Szpital – lądowisko sanitarne w Jaworznie, w województwie śląskim, położone przy ul. Chełmońskiego 28. Przeznaczone jest do wykonywania startów i lądowań śmigłowców sanitarnych i ratowniczych w dzień i w nocy o dopuszczalnej masie startowej do 5700 kg.
Zarządzającym lądowiskiem jest Samodzielny Publiczny Zespół Opieki Zdrowotnej Szpital Wielospecjalistyczny w Jaworznie. W roku 2014 zostało wpisane do ewidencji lądowisk Urzędu Lotnictwa Cywilnego pod numerem 279
Koszt budowy lądowiska wyniósł 400 tys. zł.